# Distretto di Ripán
Il distretto di Ripán è uno degli otto distretti della provincia di Dos de Mayo, in Perù. Si trova nella regione di Huánuco e si estende su una superficie di 75.04 chilometri quadrati.